# Каяхан
Каяхан — псевдоним турецкого певца и композитора Каяхана Ачара (тур. Kayahan Açar, 29 марта 1949 — 3 апреля 2015).

## Биография
Каяхан Ачар родился 29 марта 1949 года в Измире. Детство и юность провёл в Анкаре, затем переехал в Стамбул.
Первые песни Каяхан выпустил в 1970х годах. В 1981 году он выпустил свой первый альбом, но популярность к Каяхану пришла лишь после участия в 1986 году в Средиземноморском музыкальном конкурсе, в котором он одержал победу, исполнив песню «Geceler» («Ночи»).
Со второй половины 80-х годов сотрудничал с певицей Нилюфер. Каяхан писал для неё песни, также они давали совместные концерты. Через некоторое время у Нилюфера и Каяхана произошёл конфликт по поводу авторских прав, разбирательство в суде длилось более 15 лет.
В 1990 году Каяхан принимал участие в конкурсе «Евровидение», он исполнил там песню «Gözlerinin Hapsindeyim» («Пленник твоих глаз»).

### Личная жизнь
Каяхан был женат три раза. В первый раз женился в 8-го марта 1973 года. Этот брак продлился 18 лет до 15 ноября 1991 года. В этом браке родилась дочь Бесте (р. 1975). В 1995 году Бесте принимала участие в конкурсе «Мисс Турция». Второй женой Каяхана стала Лале Йылмаз (р.1965), на которой он женился в 1992 году. В 1993 году супруги развелись. В 1999 году Каяхан женился на Ипек Ачар (р. 1976). В августе 2000 года родилась дочь Аслы Гёнюль.

### Смерть
В 1990 году у Каяхана был диагностирована саркома мягких тканей. Этот диагноз был также поставлен Каяхану в 2005 и 2014 годах. 3 апреля 2015 года Каяхан Ачар умер в госпитале Стамбула от полиорганной недостаточности. Незадолго до этого, в день святого Валентина, 14 февраля 2015 года Каяхан дал совместно с Нилюфер свой последний концерт, на котором попрощался со зрителями.
Религиозная церемония прощания с певцом проходила в мечети Тешвикие, после неё тело певца было похоронено на кладбище Канлыджа. На похоронах присутствовали турецкие артисты Нилюфер, Суат Суна, Сезен Аксу и Ариф Саг, а также президент Турции Реджеп Эрдоган.